# Han Nianlong
Han Nianlong född i maj 1910 i Renhuai, Guizhou, död 2 juni 2000 i Peking, var en kinesisk diplomat och kommunistisk politiker. 
Han var aktiv i arbetarrörelsen i Shanghai under 1930-talet och gick med Kinas kommunistiska parti 1936. Under det kinesiska inbördeskriget och andra sino-japanska kriget var han politisk kommissarie i Röda armén.
Efter Folkrepubliken Kinas grundande 1949 blev han anställd av utrikesministeriet, där han var aktiv som diplomat i mer än 40 år. Från augusti 1951 till februari 1956 var han Folkrepubliken Kinas ambassadör i Pakistan och han tjänstgjorde som Kinas ambassadör i Sverige från maj 1956 till oktober 1958. 
Han Nianlong var Kinas vice utrikesminister mellan april 1964 och april 1982 och han hade bland annat ansvar för förhandlingarna med Vietnam vid Kinesisk-vietnamesiska kriget 1979.
Han gick i pension i oktober 1994.